# Bruine struikzanger
De bruine struikzanger (Locustella luteoventris, synoniem: Bradypterus luteoventris) is een zangvogel uit de familie Locustellidae.

## Verspreiding en leefgebied
Deze soort komt voor van de oostelijke Himalaya tot noordelijk Vietnam en centraal en zuidoostelijk China.

## Status
De grootte van de populatie is niet gekwantificeerd maar de soort wordt omschreven als schaars tot plaatselijk algemeen. Op de Rode lijst van de IUCN heeft deze soort de status niet bedreigd.